# Madame X (film 1920)
Madame X è un film muto del 1920 diretto da Frank Lloyd. La sceneggiatura, firmata dallo stesso regista insieme a J.E. Nash, è basata sul lavoro teatrale "La Femme X..." di Alexandre Bisson andato in scena a Parigi il 15 dicembre 1908. Prodotto e distribuito dalla Goldwyn, aveva come interprete principale nel ruolo del titolo Pauline Frederick, famosa attrice dell'epoca. Accanto a lei, William Courtleigh, Casson Ferguson, Maude Louis, Hardee Kirkland, Alan Roscoe, Sidney Ainsworth.

## Trama

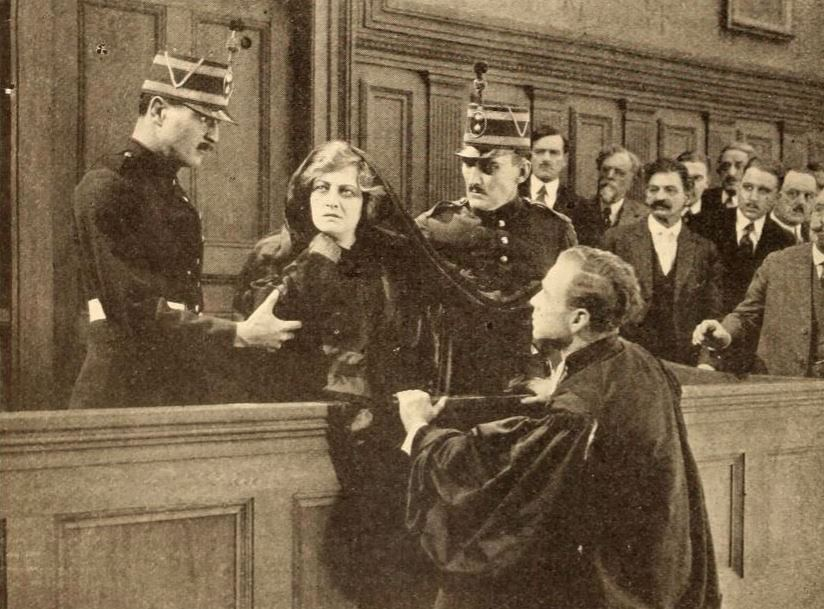
Il processo

A Jacqueline Floriot il marito, un pubblico ministero, vieta di poter vedere il figlio. Anche quando questi si ammala gravemente, la madre non riesce ad ottenere il permesso di poterlo visitare. Il comportamento di Floriot si deve a una storia accaduta tempo prima: sua moglie, ai suoi occhi, si era macchiata di un tremendo delitto, quello di averlo tradito. Da quel momento, senza ascoltare le giustificazioni della donna, aveva voluto la separazione, ingiungendole di non vedere più il bambino.
La condizione sociale di Jacqueline sprofonda sempre più in basso. Anni dopo, in Sudamerica, accetta di ritornare in patria insieme a Laroque, un avventuriero di dubbia fama. In Francia, due procuratori mascalzoni - essendo venuti a conoscenza della sua identità e della sua storia - chiedono del denaro per soffocare lo scandalo. Laroque vuole ricattare Floriot che è diventato un funzionario di altissimo rango. Jacqueline, tremando all'idea che il figlio possa venire a conoscere la verità su di lei, minaccia di sparare a Laroque che la irride, deciso a proseguire nel ricatto. Jacqueline, allora, lo uccide.

Arrestata, la donna non rivela la sua identità, facendosi chiamare semplicemente Madame X.

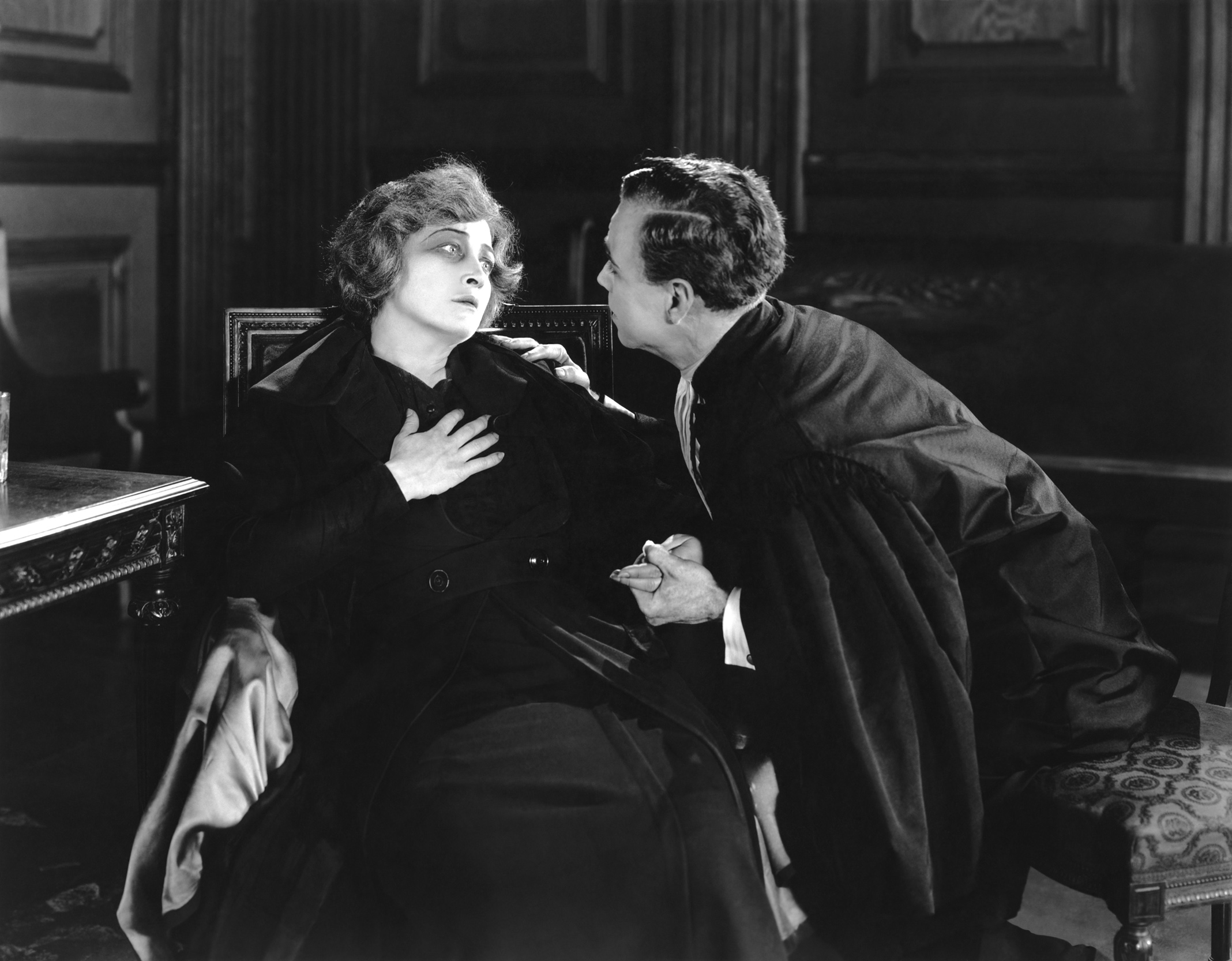
Pauline Frederick e Casson Ferguson

Al processo, le viene assegnato un avvocato d'ufficio che altri non è che suo figlio. Il giovane avvocato difende la vecchia signora alla quale, pian piano, comincia ad affezionarsi. La sua eloquenza e la passione che mette nella difesa fanno sì che alla fine Madame X venga assolta. Ma lei, ancora, non si rivela al figlio. Floriot, che l'ha vista e l'ha riconosciuta, svela al giovane la verità: finalmente i due, madre e figlio, possono incontrarsi e riconoscersi, poco prima che la morte porti via la donna.

## Produzione
Il film fu prodotto dalla Goldwyn Pictures Corporation

## Distribuzione
Il copyright del film, richiesto dalla Goldwyn Pictures Corp., fu registrato il 17 luglio 1920 con il numero LP15370.

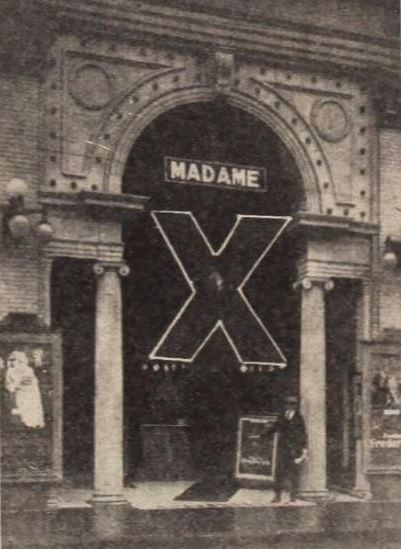
Granby Theater di Norfolk, Virginia

Distribuito dalla Goldwyn Distributing Company, il film uscì nelle sale cinematografiche statunitensi il 26 settembre 1920. La Films Erka lo distribuì in Francia il 4 novembre 1921 come La Femme X.... Il 12 novembre 1921, uscì in Danimarca; il 21 ottobre 1922, in Ungheria; il 27 novembre 1922, in Finlandia.

### Censura italiana
In Italia, distribuito nel 1922 dalla Goldwyn, ottenne il visto di censura numero 16943. La visione in pubblico fu approvata con riserva, a condizione che: "I. Nella 2ª parte sopprimere le scene che vanno sotto il titolo: "Per quelle lettere abbiamo avuto dal marito della signora più di quanto ella ci offre", in cui Parissard e Merivet compiono una estorsione contro una signora, ed eliminare altresì la scena distinta dal titolo: "All'albergo delle tre Corone a Bordeaux" in cui Jaqueline succhia dell'etere. II. Nella parte 3ª sopprimere dalla didascalia: "Non vi è focolare che non celi un doloroso segreto ecc." le parole: "? anche nelle migliori famiglie sovente se ne scoprono di quelli che a noi procurano ottime speculazioni", nonché eliminare la scena in cui viene portato a Jaquelin dell'etere da parte di Parissard distinta dal titolo: "Da parte del Sig. Parissard, signora" e sopprimere dalla didascalia che segue, le parole: "mi aiuta a dimenticare". III. Nella parte 4ª sopprimere completamente le scene della estorsione perpetrata a carico del Presidente Avv. Floriot da Parissard e Merivet, che vanno sotto le didascalie: "Che vuole, non credo vi sia uomo al mondo ecc?" e le successive, fino alla scena, inclusa, distinta col titolo: "?si trova assolutamente priva di mezzi". (aprile 1922)"

### Conservazione
Copia completa della pellicola si trova conservata negli archivi dell'International Museum of Photography and Film at George Eastman House di Rochester.